# Col du Haut de la Côte
Le col du Haut de la Côte est un col du massif des Vosges à 799 mètres d'altitude. Il est situé dans le département des Vosges et relie Rochesson à Gérardmer.

## Toponymie
Le col est appelé ainsi tout simplement parce qu'il est situé en haut d'une côte. Ce nom constitue un toponyme pléonastique puisque par définition un col est en haut d'une côte.

## Géographie

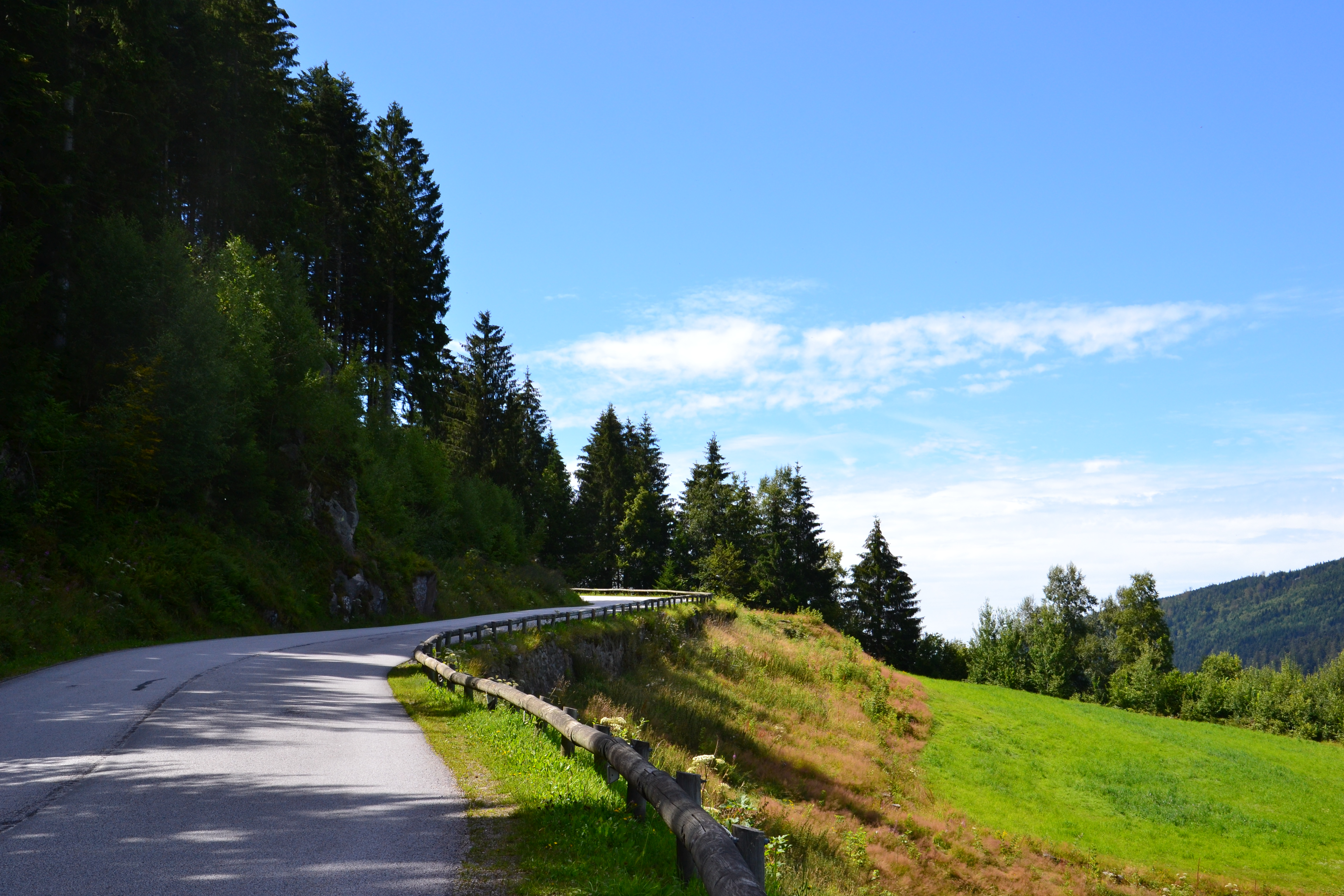
Début de la montée du col depuis Gérardmer-centre.

En venant de Gérardmer par la D 486, le col du Haut de la Côte amène au lieu-dit Les Bas-Rupts dans la vallée du Bouchot qui s'écoule vers Rochesson. Aux Bas-Rupts, commence l'ascension du col de Grosse Pierre menant à La Bresse.

## Activités
Les cyclistes peuvent réaliser l'ascension du col depuis la sortie de Gérardmer, qui compte en moyenne 5,2 % de pente pour 2,3 km de long.
Certaines randonnées partent ou passent par le col du Haut de la Côte.